# Ghazi al-Din Haydar
Ghazi l-Din Haydar, de nom complet Ghazi al-Din Rafaat al-Dawla Abu l-Muzaffar Haydar Khan (Baswali, Rohilkhand 1774- Lucknow 19 d'octubre de 1827) fou nawab-wazir d'Oudh, fill i successor del nawab Saadat Ali Khan (1798-1814) i de la princesa Mushir Zadi. Va governar del 1814 al 1827. Va morir al palau de Farhat Bakhsh a Lucknow el 1827 i el va succeir el seu fill Nasir al-Din Haydar.
Va accedir al tron a la mort del seu pare l'11 de juliol de 1814. Des del començament va estar sota influència del resident britànic coronel John Bailey. El 19 d'octubre de 1819 sota influència del governador general britànic Lord Hastings (que volia disminuir el prestigi de l'emperador mogol), es va declarar com a sobirà independent i rei d'Oudh (títol Padshah-i-Awadh = Rei d'Oudh) i va agafar el nom d'Abu l-Muzaffar Muizz al-Din Shah-i zaman Ghazi l-Din Haydar. El mateix any va encunyar moneda amb l'escut i dos peixos símbol de la casa de Burhan al-Mulk i aguantant el conjunt dos tigres portant banderes, que van substituir a la rúpia mogol (pahiyyadar).
Els seus ministres eren inadequats i ell mateix no era un home de govern. Especialment nefast fou el ministre Sayyid Muhammad Khan conegut com a Agha Mir Mutamad al-Dawla, antic patge del rei, que va tenir una administració molt dolenta que es va afegir a la seva extravagància i deshonestedat, fent perdre a la dinastia el suport del poble; en canvi el rei es portava força bé amb els pobres i pagava del tresor la dot de moltes noies; va construir també diversos edificis notables com el Jadam Rasul on es va posar una pedra que suposadament guardava el rastre d'una petjada del profeta Mahoma, i el Imambarah Shah Nadjaf, mausoleu a la riba del Gomti, copiat del mausoleu d'Ali a Nadjaf, per les lamentacions dels xiïtes en record de Husayn ibn Alí i els màrtirs de Karbala (el rei hi fou enterrat i també les seves tres esposes Sarfaraz Mahal, Mubarak Mahal i Mumtaz Mahal), i el Chattar Manzil, un palau; va ampliar el Mubarak Manzil i el Shah Manzil al complex de Moti Mahal i va construir les tombes dels seus parents Sadat Ali Khan i Mushir Zadi Begum. Per la seva muller europea va construir una vil·la estil europeu coneguda com a Vilayati Bagh.
Com artistes de la cort va tenir al britànic Robert Home (1752 – 1834) i quan es va retirar el 1818 a George Duncan Beechey (1798 – 1852); Raja Ratan Singh (1782-1851), un astrònom destacat, poeta i erudit va estar també a la seva cort.